# 회색주머니날개박쥐
회색주머니날개박쥐(Balantiopteryx plicata)는 대꼬리박쥐과에 속하는 박쥐의 일종이다. 멕시코의 바하칼리포르니아수르주와 소노라주부터 과테말라, 엘살바도르, 온두라스, 니카라과, 코스타리카 그리고 콜롬비아 북부 지역의 해발 고도 최대 1500m 높이까지 지역에서 서식한다.